# Miridiba gravida
Miridiba gravida är en skalbaggsart som beskrevs av Sharp 1881. Miridiba gravida ingår i släktet Miridiba och familjen Melolonthidae. Inga underarter finns listade i Catalogue of Life.